# 拉里·亨内西
劳伦斯·E·亨内西（英語：Lawrence E. Hennessy，1929年5月20日—2008年8月20日），美国NBA联盟的前职业篮球运动员。